# お笑い!!ゆく年くる年
『お笑い!!ゆく年くる年』（おわらい ゆくとしくるとし）とは、2004年から2007年までテレビ朝日系列で毎年大晦日23時30分 - 元日未明1時30分に生放送されていたバラエティ番組である。

## 概要
民放版『ゆく年くる年』を再現するというコンセプトのもとに制作されていた。
2000年から2004年までは、1999年に放送された『24時間地球大騒ぎ!!カウントダウン2000』の流れをくむ『テレビ名場面シリーズ』（テレビやスポーツの名場面を振り返るカウントダウン番組）が4回放送されたが、2004年からはバラエティ企画を重視したこの番組が放送された。本番組司会のロンブーは2002年/2003年から、鶴瓶は2003年/2004年から前番組の司会を務めている。
本番組の終了後、2007年から2010年までは『雑学王』の年越しスペシャルにあたる『年越し雑学王』が放送された。そして、2010年から2012年までは『そうだったのか!池上彰の学べるニュース』の6時間以上に及ぶ年末年始長時間特番が放送された。

## 出演者

### 司会
- 笑福亭鶴瓶
- ロンドンブーツ1号2号（田村亮・田村淳）

### スタジオ出演者
- さまぁ〜ず（大竹一樹・三村マサカズ） - ミドル3
- 雨上がり決死隊（蛍原徹・宮迫博之） - ミドル3
- くりぃむしちゅー（上田晋也・有田哲平） - ミドル3
- 青木さやか
- アンタッチャブル（柴田英嗣・山崎弘也）
- このほか、その年に活躍したお笑い芸人やM-1グランプリ優勝者（2005年はブラックマヨネーズ）などが出演。2006年度にはおぎやはぎとカンニング竹山も出演した。

## スタッフ

### 2004年 - 2005年
- 構成：高須光聖、そーたに、岩本哲也、興津豪乃、相澤昇

＜技術スタッフ＞
- TD：夏目新
- SW：大島秀一、伊藤博、浅川英俊、鳥居淳彦、高橋政博、川村利一、有泉重正
- カメラ：小林俊明、稲川俊一郎、加藤英昭、塩田俊之、太田憲治、石黒康一、河原正之、西川佳晃、平野友章、古橋稔、藤原朋巳、住田清志、時田将光、栗林克夫、高橋広、深谷勝成、服部健司、日山秀樹、山田和裕、松尾典英、小倉研、河野英介
- 音声：為田あかね、阿部健彦、新井八月、戸塚信也、胡桃澤啓司、宮澤庸介、高林正彦、高橋英史、中村哲、伊藤康明、鈴木英典
- 映像：重岡恵吾、西山勝、近藤佑輔、原田充、井上亮、高橋秀文、木村朋宏、秋元隆徳、滝田真寛、三浦薫、佐々木尚史
- 照明：小松武久、中野照規、脇田雅夫、井場琢哉、峰尾信一、櫻井篤、江口義信
- PA：石渡洋志、齋藤尚、按田宗周、堀口聖司、池沢麻衣子、軍司丈仁、橋本和憲
- 中継技術協力：ViViA、テイクシステムズ、日放、さがみエンヂニアリング、東邦航空

＜美術＞
- デザイン：井磧伸介、玉置未和、形部まり子
- 進行：金原典代、市丸和範、加藤正幸、十時健太、高橋徹
- 大道具：鈴木敦、梅澤宏、神谷直矢
- ビジョン：小材剣吾、前島亮二、石井智之
- 電飾：青羽亮、高橋友之
- 衣装：樋口唱平
- 結髪：川田明子
- メーク：水上摂子、田沢智美
- CG：福田隆之
- タイトル：宍戸淳一
- 美術協力：テレビ朝日クリエイト
- 撮影協力：東寺真言宗 寳金剛寺、東京タワー、CHARMC
- 制作協力：テレテック
- 編集：遠藤寛（IMAGICA）
- MA：小島雄介（IMAGICA）
- 効果：栗田勇児、中村剛（TSP）
- TK：長谷川夏子、中里優子、丸山和子
- 編成：吉川昌克、谷村幸治
- 広報：中村雪浩
- デスク：中川千波
- AD：鈴木圭介、森田綾乃
- AP：岡野吐夢、鈴木忠親、荒川道代、安孫子みどり
- 中継ディレクター：畔柳吉彦、藤沢浩一、池内努、小島健嗣、荒井祥之、三木敬文、藤城剛、引地夏規、齋藤由和、佐藤誠二、高安義則、真中博司、常岡浩治、中野聡、羽田野一也、相馬恵美
- ディレクター：山岡重樹、市村進之介／頼誠司
- チーフディレクター：朝倉健
- プロデューサー：瀬戸口修、藤井智久、石水浩（テレテック）
- チーフプロデューサー：板橋順二
- 制作著作：テレビ朝日

### 2005年 - 2006年
- ナレーター：佐藤賢治
- 構成：高須光聖、そーたに、町田裕章、岩本哲也、興津豪乃、相澤昇

＜技術スタッフ＞
- TD：熱田大、林慶太郎
- SW：夏目新、鳥居淳彦、日山秀樹、加藤英昭、有泉重正
- カメラ：大島秀一、中村義考、藤原朋巳、桝田茂雄、横関正人、平間隆啓、時田将光、西村佳晃、大川戸元昭、福原正之、稲川俊一郎、太田憲治、樋口唐克、今川愛、石井豪、鈴木健司、加藤誠、雨森貴之、保泉達也、河野英介、天川修次、大河原聡、松尾典英、加藤拓、三浦徹
- 音声：為田あかね、早川憲一、新井八月、長谷川新、深津友裕、小池幸宏、小原修策、中村哲、井上哲、酒井秀一
- 映像：原田充、柳沢満、金子華子、駒井譲、岡平伸一、井上亮、椎谷卓郎、滝田真寛、田辺斉、秋元隆徳、三浦薫、小野真介、西山勝
- 照明：小松武久、櫻井篤、和田良雄、脇田雅夫、峰尾信一、岡本勝彦、渡辺敦
- PA：石渡洋志、齋藤尚、按田宗周、堀口聖司、池沢麻衣子、軍司丈仁、橋本和憲
- 中継技術協力：ViViA、テイクシステムズ、日放、さがみエンヂニアリング、東邦航空

＜美術＞
- デザイン：井磧伸介、出口智浩
- 進行：金原典代、入江大介、北浦浩一郎、山本和記、高橋徹
- 大道具：後藤貴弘、小山龍太
- 小道具：長谷川剛
- 特効：大野晃一
- ビジョン：小材剣吾、石井智之
- 特機：高橋友之
- トラス：今泉聡
- 電飾：青羽亮、因田千恵
- 衣装：樋口唱平
- タイトル：宍戸淳一
- メーク：水上摂子、菅田早苗
- CG：福田隆之
- 電子画：海原真希子
- 美術協力：/tv asahi create
- ロケ協力：タカハシレーシング、国際煙火、ナカガワプロスパー
- 太鼓指導：天邪鬼
- 制作協力：テレテック
- 編集：伊藤英二（IMAGICA）
- MA：小笠原恭司（IMAGICA）
- 効果：栗田勇児
- TK：長谷川夏子、中里優子、丸山和子
- 編成：吉川昌克、白井伸之
- 広報：中村雪浩
- デスク：中川千波
- AD：鈴木圭介、赤堀哲也
- 中継連絡：清水克也、市川幸介、三木敬文、粟井淳
- AP：立川伸太郎、安孫子みどり、荒井祥之、荒川道代、鈴木忠親、森田綾乃
- ディレクター：藤沢浩一、齋藤由和、頼誠司、磯畑哲也、真中博司、常岡浩治、藤城剛、羽田野一也、鬼頭貴彦、相馬恵美、尾形了／山岡重樹、市村進之介
- チーフディレクター：朝倉健
- プロデューサー：藤井智久、石水浩（テレテック）
- チーフプロデューサー：板橋順二
- 制作著作：テレビ朝日

### 2006年 - 2007年
- ナレーター：佐藤賢治
- 構成：高須光聖、そーたに、町田裕章、岩本哲也、興津豪乃、相澤昇

＜技術スタッフ＞
- TD：浅川英俊
- SW：大島秀一、小林俊明、熱田大、平野友章
- カメラ：中村義孝、松田祥宏、川上孝行、住田清志、神村美穂、上野亜希、深谷勝成、中村浩、石黒康一、福原正之、藤原朋巳、朝香昌男、高橋広、服部健司、稲川俊一郎、大川戸元昭、太田憲治、佐藤圭、西村佳晃、吉岡親志、今川愛、石井豪、雨森貴之、保泉達也、関川常裕、加藤誠、栗林克夫、横関正人、清水美保、辻稔
- 音声：新井八月、走出啓、酒井秀一、山岸壮二、胡桃澤啓司、柳原健司、深津友裕、高林正彦、宮内大翼、小原修策、今西武司、小杉 勉、林田群士、吉村歩、吉田有希、夏迫美規
- 映像：高橋秀文、小野田晴康、駒井譲、岡平伸一、西山勝、椎谷卓郎、小野真介、永洞栄子、大沢宏之、斉藤竜也、宮越直幸、小山恭司
- 照明：小松武久、櫻井篤、岡本勝彦、栗屋俊一、古田真司、佐藤清隆、和田良雄、脇田雅夫
- PA：石渡洋志
- 中継技術協力：テイクシステムズ、日放

＜美術＞
- 美術：井磧伸介
- デザイン：出口智浩、村竹良二、石井哲也、小林尚弘
- 進行：金原典代、入江大介、北浦浩一郎、山本和記、市丸和範、加藤正幸、齋藤直純
- 大道具：神谷直也、小山龍太、井戸元洋
- イントレ：今泉聡
- 装置：市村敬二
- 小道具：長谷川剛、蛭川正規
- 電飾：青羽亮、矢萩恵理、白石剛
- 特殊装置：佐藤正光、町端航、高橋友之
- 衣装：樋口唱平
- タイトル：宍戸淳一
- メーク：水上摂子、菅田早苗
- CG：福田隆之
- テロップ：鈴木健史
- 美術協力：テレビ朝日クリエイト
- 制作協力：テレテック
- ロケ協力：タカハシレーシング
- 編集：黒澤雅之（IMAGICA）
- MA：小笠原恭司（IMAGICA）
- 効果：栗田勇児、北条玄隆
- TK：長谷川夏子、中里優子、丸山和子、林辺ゆかり
- 編成：吉川昌克、西村裕明
- 業務：棚田勝典
- 広報：箕田夕佳
- AD：長尾健太郎
- デスク：中川千波
- 中継演出：清水克也、市川幸介、杉岡靖久
- AP：立川伸太郎、安孫子みどり、鈴木忠親、高橋正輝、森田綾乃
- ディレクター：藤沢浩一、高安義則、齋藤由和、頼誠司、佐藤誠二、磯畑哲也、真中博司、小田隆一郎、常岡浩治、中野隆、羽田野一也、藤城剛、鬼頭貴彦、市村進之介、尾形了、相馬恵美／山岡重樹、鈴木圭介
- チーフディレクター：朝倉健
- プロデューサー：石水浩（テレテック）
- チーフプロデューサー：板橋順二、藤井智久
- 制作著作：テレビ朝日

## 関連番組
- ゆく年くる年への道